# (19439) Allisontjong
(19439) Allisontjong (1998 FB91) – planetoida z pasa głównego asteroid okrążająca Słońce w ciągu 4,17 lat w średniej odległości 2,59 j.a. Odkryta 24 marca 1998 roku.